# Ås (Nora)
Ås is een plaats in de gemeente Nora in het landschap Västmanland en de provincie Örebro län in Zweden. De plaats heeft 534 inwoners (2005) en een oppervlakte van 49 hectare.